# Zwei übern Berg
Zwei übern Berg ist ein deutscher Fernsehfilm von Torsten C. Fischer aus dem Jahr 2012, der im Auftrag und für Das Erste produziert wurde.
Das Erste schrieb zum Start des Films: „Eine Komödie über den schmalen Grat zwischen Freundschaft, Liebe und Arbeit: Manchmal muss man im Leben alles auf den Prüfstein stellen, um das Bewährte neu zu entdecken. Dies müssen auch Gisela Schneeberger und Günther Maria Halmer in dieser geistreichen romantischen Komödie der anderen Art erkennen. Unter der Regie von Torsten C. Fischer liefert sich das hervorragende Ensemble, zu dem auch Rita Russek, Ulrich Noethen, Elena Uhlig und Erwin Steinhauer gehören, einen vor Dialogwitz und Situationskomik sprühenden Schlagabtausch, bei dem alle Beteiligten ihre Schrammen davontragen, aber auch eine neue Chance bekommen.“

## Handlung
Eigentlich ist Alfons Keilinger, Chef des Bettenhauses „Die Welt als Bett“, glücklich mit seiner Frau Margot verheiratet. Als er die junge Designerin Jette Klee einstellt, bekommt er Schwierigkeiten mit seinem jahrzehntelangen Designer Paul Hufnagel, einem sehr exzentrischen Mann. Hufnagel glaubt, Keilinger wolle ihn langsam ausbooten und durch Klee ersetzen. Die beiden Männer kennen sich schon sehr lange und Keilinger ist davon überzeugt, auf Hufnagel aufpassen zu müssen, seit dieser von seiner Frau verlassen worden ist, was ihm das Herz gebrochen habe, wie er seiner Sekretärin Hannah Zorn erzählt. Hannah ist die gute Seele des Unternehmens und lebt in erster Linie für ihre Arbeit. Sie schafft es auch, dass Hufnagel sich bereit erklärt, mit Jette Klee erst einmal für die Dauer eines Jahres zusammenzuarbeiten.
Als Keilinger Hannah, die heimlich in ihn verliebt ist, zum Abendessen einlädt, macht er nicht ihr, wie sie kurz glaubt, eine Liebeserklärung, sondern bittet sie, seine Liaison zu decken, die er mit Jette Klee begonnen hat. Er möchte, dass Hannah sich mit seiner Frau anfreundet, um ihm den Rücken freizuhalten, damit er mehr Zeit mit Jette verbringen kann. Margot Keilinger führt eine Tanzschule und so folgt Hannah ihrer Einladung, diese einmal zu besuchen. Tatsächlich freunden sich die Frauen an. Hannah wird klar, wie einsam Margot eigentlich ist. Als Hannah mit Margot ihren Lieblingswirt Carl Valentin besucht, sprühen scheinbar die Funken zwischen ihm und Margot, die im Übrigen bereits ahnt, dass ihr Mann sie betrügt. Sie bittet nun ihrerseits Hannah, die Augen offenzuhalten.
Margot lädt Hannah auf ein Wellness-Wochenende an den Tegernsee ein. Dort ist allerdings an diesem Wochenende auch Alfons Keilinger mit Jette anlässlich einer Regatta. Margot hat zu Hause zwei Karten für die Veranstaltung gefunden und ist davon überzeugt, dass ihr Mann dort mit seiner Geliebten ist. Hannah ist nun in einer Zwickmühle: auf der einen Seite ihre Loyalität zu ihrem Arbeitgeber und auf der anderen Seite die Zuneigung zu ihrer neuen Freundin. Als Keilinger sie erneut um einen Gefallen bittet, trifft Hannah eine Entscheidung, die darin gipfelt, dass sie die Situation auffliegen lässt. Nun sitzt sie allerdings zwischen allen Stühlen; nicht nur ist sie ihre Stelle los, auch Margot kündigt ihr die Freundschaft. Alfons Keilinger geht es nicht viel besser, er steht ohne seine loyalste Kraft da und hat zudem nicht nur Jette verloren, auch Margot will nichts mehr von ihm wissen.
Am nächsten Morgen steht Keilinger ziemlich betrunken vor Hannahs Tür. Er folgt ihr hartnäckig auf ihrer Tour zu einer Alm, die sie in regelmäßigen Abständen unternimmt. Nachdem er in einem eiskalten Gebirgsbach gebadet hat, ist er wieder nahezu nüchtern. Beide werden von einem heftigen Gewitter überrascht und erreichen mit großer Mühe die von Hannah oft besuchte Almhütte, die allerdings ausgerechnet heute wegen eines Todesfalls geschlossen ist. Nachdem Keilinger völlig ausflippt und Hannah ihn wieder halbwegs zur Besinnung gebracht hat, fällt ihr durch den Sturm ein dicker Ast auf den Kopf und lässt sie zusammenbrechen. Keilinger trägt sie erschrocken in die Hütte, deren Tür er eintritt. Dort gesteht er Hannah, dass er sich heute wieder daran erinnert habe, dass seine Frau seine große Liebe sei. Und Hannah bittet er, ihn nicht zu verlassen, denn er brauche sie.
Wieder zu Hause, trifft er seine Frau in einer eindeutigen Situation mit Paul Hufnagel an, trotzdem erklärt er ihr, dass er sich wieder daran erinnert habe, dass sie seine einzig große Liebe sei. Margot erklärt ihm, dass sie schon seit 24 Jahren einmal mit Paul habe schlafen wollen, das habe sie noch schnell getan, bevor sie sich wieder mit ihm habe versöhnen wollen.
Und Hannah wiederum  versöhnt sich nicht nur mit Margot, sondern nimmt auch den Quasi-Antrag von Carl Valentin an, von dem sie sich vor zehn Jahren wegen seiner Alkoholsucht getrennt hatte, was auch die gemeinsame Tochter Maren freut. Und letztendlich schafft Hannah sich auch einen von ihr seit Jahren ersehnten Hund an, den sie tagsüber mit ins Bettenhaus nimmt.

## Produktion

### Produktionsnotizen
Zwei übern Berg wurde vom 20. Juli bis zum 19. August 2010 in München und der Umgebung von München gedreht. Produziert wurde der Film von der Constantin Television GmbH (München) in Co-Produktion mit der ARD Degeto Film (Frankfurt am Main) und dem Bayerischen Rundfunk. Die Redaktion für den BR lag bei Stephanie Heckner, für die ARD/Degeto bei Katja Kirchen. Die Produktionsleitung hatte Andrea Oechsner inne, die Aufnahmeleitung Anja Samy und Ines Fritsch (Set).

### Hintergrund
Günther Maria Halmer schauderte es bei der Erinnerung an den Dreh am Karwendel, als er in einen eisigen Gebirgsbach steigen musste. Die Schreie habe er nicht spielen müssen, die seien echt aus ihm herausgekommen. „Aber“, meinte Halmer, „was tun wir Komödianten nicht, wenn es um eine komische Wirkung geht?“ Halmer, der gerade erst einen Film mit Senta abgedreht hatte, fand es „gut und logisch“, dass dem Publikum auch Stoffe „um reifere Menschen für ein reiferes Publikum“ angeboten würden. Die Privaten hätten ihr Zielpublikum bis 49, das sie bedienen müssten. Er habe daher von dort „noch nie ein Angebot bekommen“. Aber die Öffentlich-Rechtlichen seien „für das gesamte Publikum da“, das in seiner ganzen Breite versorgt sein wolle. Und es sei „nun einmal eine Tatsache, dass die Menschen immer älter werden“ würden.
Gisela Schneeberger erzählte, dass sie Rollen möge, „deren Charakter nicht von Anfang an eins zu eins offen lieg[e], sondern erst eine Fassade einstürzen“ müsse, damit deren „wahres Wesen deutlich“ werde. Zum Ensemble äußerte die Schauspielerin, dass alle Schauspieler sich untereinander schon lange kennen und mögen würden. Das sei „bei einem solchen Stoff auch wichtig, wenn er lustig und locker rüberkommen“ solle.

## Rezeption

### Erstausstrahlung, Einschaltquote
Die Erstausstrahlung des Films am 28. September 2012 im Programm der ARD Das Erste wurde von 3,57 Millionen Zuschauern eingeschaltet, was einem Marktanteil von 12,5 Prozent entsprach. Zuvor lief Zwei übern Berg am 8. Juni 2012 als Uraufführung beim Filmfest in Emden.

### Kritik
Die Kritiker der Fernsehzeitschrift TV Spielfilm gaben für Anspruch, Action und Spannung je einen von drei möglichen Punkten, für Humor zwei, zeigten mit dem Daumen nach oben und schrieben: „Kein glatt gebügelter Heile-Welt-Schmarrn, sondern eine bittersüße, sehr pointiert geschriebene Posse.“ Fazit: „Flotter Liebesreigen im zweiten Frühling“.
Rainer Tittelbach von tittelbach.tv gab dem Film auf seiner Seite 4½ von 6 möglichen Sternen und lobte: „‚Zwei übern Berg‘ ist ein Komödien-Hochgenuss. Gut gebaut, glänzend gespielt, Gisela Schneeberger unnachahmlich und auch die Zwischentöne im Gezänk der Geschlechter samt köstlichem Finale sind gut getroffen. Dumme Kuh zwingt ‚geilen alten Keiler‘ auf den Berg der Erkenntnis. Das ist Screwball-like. Autor Ramesh zieht alle Komödienregister, auch die Klasse von Torsten C. Fischer macht sich bemerkbar!“ Weiter führte der Kritiker aus: „Gisela Schneeberger spielt die kleine Frau mit dem großen Mundwerk und den funkelnden, zunehmend feuchten Augen, zwischen den Stühlen und ihren Gefühlen sitzend, mit Sinn für Sarkasmus wie Sanftmut. Das ist unnachahmlich, ungewöhnlich für einen Degeto-Film und in höchstem Maße unterhaltsam. Diese Heldin, aber auch die anderen, ihr Chef (ein Komödiant von Welt: Halmer), ihr Ex (der Mafioso mit Schlagersänger-Zementfrisur: Steinhauer), ihre neue Freundin (sicher in allen Tonlagen: Russek) und die Kollegen aus Bettenbranche (köstlich egoman: Noethen, immer eine Wucht: Uhlig) sind nicht in erster Linie dazu da, das Komödien-Happy-End zu generieren. […] Dieser Film lässt sich wegschlürfen wie ein guter süffiger Weißwein, harmonisch, leicht und doch gehaltvoll, elegant im Abgang – ein echter Genuss.“
Focus Online meinte, das Gefühlskarussell drehe sich „recht munter in dieser Komödie um Liebe am Arbeitsplatz“. Die Hannah sei „eine Prachtrolle für Gisela Schneeberger, für die der Stoff eigens gefunden und entwickelt“ worden sei. „Auch um sie herum spielen lauter Mimen der Spitzenklasse, die der manchmal etwas simpel gestrickten Geschichte den Feinschliff geben“ würden. Neben Halmer, der „dankbar“ gewesen sei, „einmal nicht der Griesgram vom Dienst sein zu müssen, sondern ein Charmeur und Frauenfreund“, sehe man „Rita Russek als seine Ehefrau, Elena Uhlig als jugendliche Geliebte und Ulrich Noethen als ewig trunkenen Designer“. […] „Ein Stoff um reifere Menschen für ein reiferes Publikum, wie er immer häufiger auf öffentlich-rechtlichen Bildschirmen zu sehen ist.“
Die Kritik von Julian Miller auf der Seite Quotenmeter.de fiel wie gewohnt für Degeto Filme auch für diesen Film negativ aus. So seien die „Kernelemente die üblichen: Eine stark reduzierte und banale Handlung, eine vollkommene Abwesenheit von Subtilität, eine simple und variationslos erzählte Geschichte um das ungleiche Paar samt Ständeklausel und die sichtbare Bemühung, so etwas wie eine Fernsehversion der Trivialliteratur sein zu wollen“. Drehbuchautor Sathyan Ramesh komme „in all dem Wust aus dem üblichen Melodramkitsch und angesichts der eng begrenzten Möglichkeiten durchaus auf ein paar nette Ideen“ und könne „auch die Dialoge um einiges schlagfertiger gestalten, als das in diesen Schmonzetten üblich“ sei. Doch das seien „kleine Lichtblicke“ – letzten Endes sei, „gemäß dem Genre, alles viel zu überzeichnet und überdreht. Auch wenn man es schon deutlich schlechter gesehen“ habe. Miller kam zu dem Schluss: „Wäre da nur nicht das auf Kitsch und Stumpfsinnigkeit ausgerichtete Drehbuch, das jedweder Art von Tiefengehalt keine Chance lässt, hätte das vielleicht sogar ein annehmbarer Film werden können.“
Marie-Luise Braun bewertete den Film, dem sie 6 von 6 möglichen Sternen gab, für die Neue Osnabrücker Zeitung und schrieb, er sei „gespickt mit Klischees“. Aber „in keiner einzigen Sekunde schlitter[e] die Geschichte ins Niveaulose oder gar Dümmliche. Vielmehr biete sie feine Wortspiele und famose Schauspielerei“. Es sei „keine schlaffe Komödie mit vorhersehbarem Ende entstanden“, sondern „ein Film mit Witz, Biss und leichtfüßigem Tiefgang“. Das liege „nicht nur am hervorragenden Ensemble, das durch Ulrich Noethen, Erwin Steinhauer und Lena Baader ergänzt“ werde, auch „der Schnitt“ durch Benjamin Hembus erhöhe „die Vielzahl der Facetten“.
Der Filmdienst befand: „Verwicklungsreiche (Fernseh-)Liebeskomödie, die dafür plädiert, das Vertraut-Bewährte unter veränderter Perspektive neu kennen zu lernen. – Ab 16.“